# Sally, fille de cirque

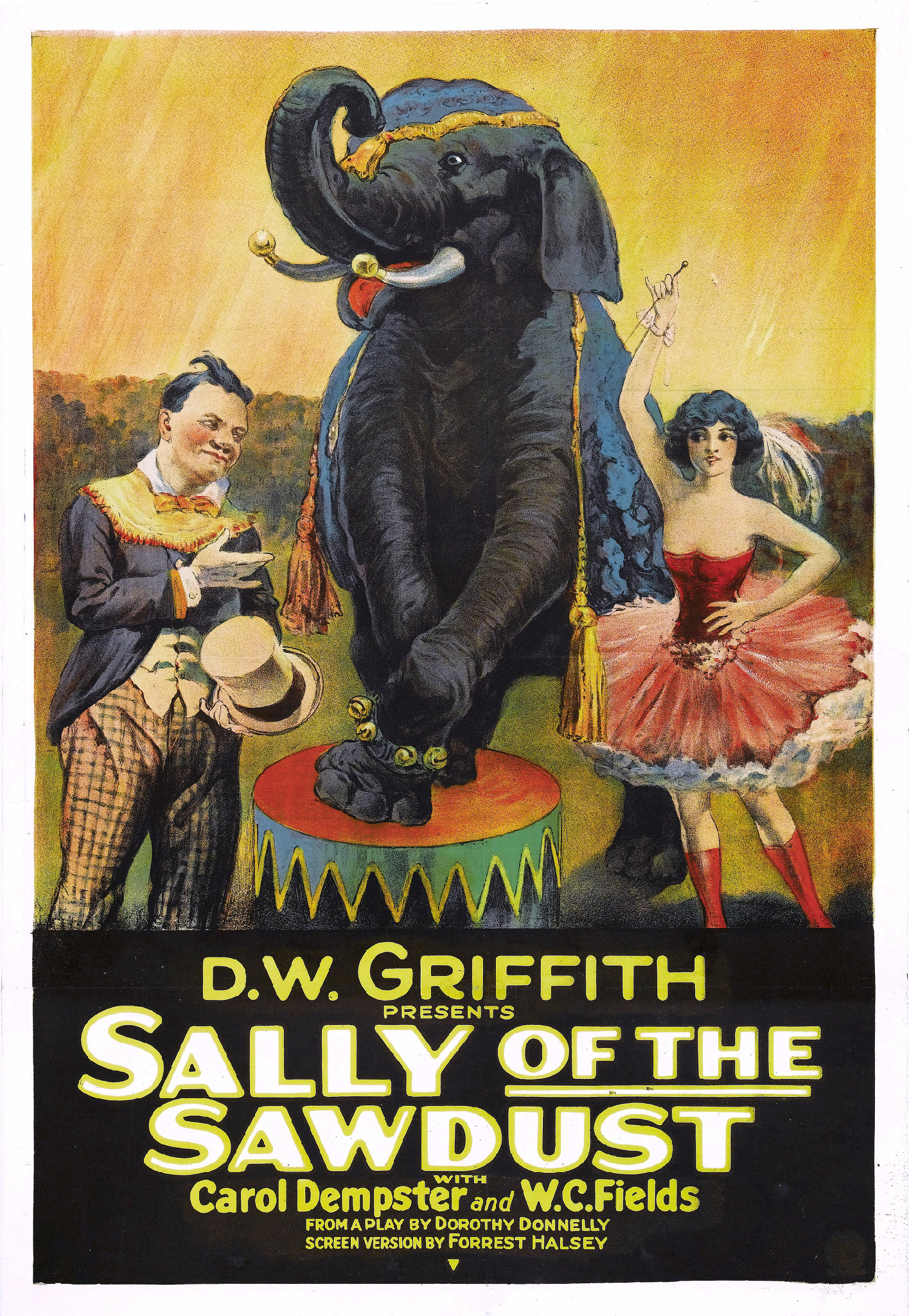
Affiche du film

Sally, fille de cirque (titre original : Sally of the Sawdust) est un film américain réalisé par D. W. Griffith et sorti en 1925.
Une autre version a été tournée avec W. C. Fields en 1936 sous le titre Poppy, le nom d'origine de la comédie musicale d'où est tirée le film.

## Synopsis
Sa fille unique s'étant mariée à un saltimbanque, le juge Foster la met à la porte. Avant de mourir, elle laisse sa petite fille Sally sous la protection de son ami McGargle. Quelques années plus tard, Sally qui a grandi dans l'atmosphère du cirque ne sait rien de ses origines.

## Fiche technique
- Titre original : Sally of the Sawdust
- Réalisation : D. W. Griffith
- Scénario : Forrest Halsey d'après la pièce Poppy de Dorothy Donnelly
- Production : Paramount Pictures
- Genre : Mélodrame
- Distribution : United Artists
- Photographie : Harry Fischbeck, Hal Sintzenich
- Montage : Russell G. Shields
- Durée : 104 minutes
- Date de sortie: 2 août 1925

## Distribution
- Carol Dempster : Sally

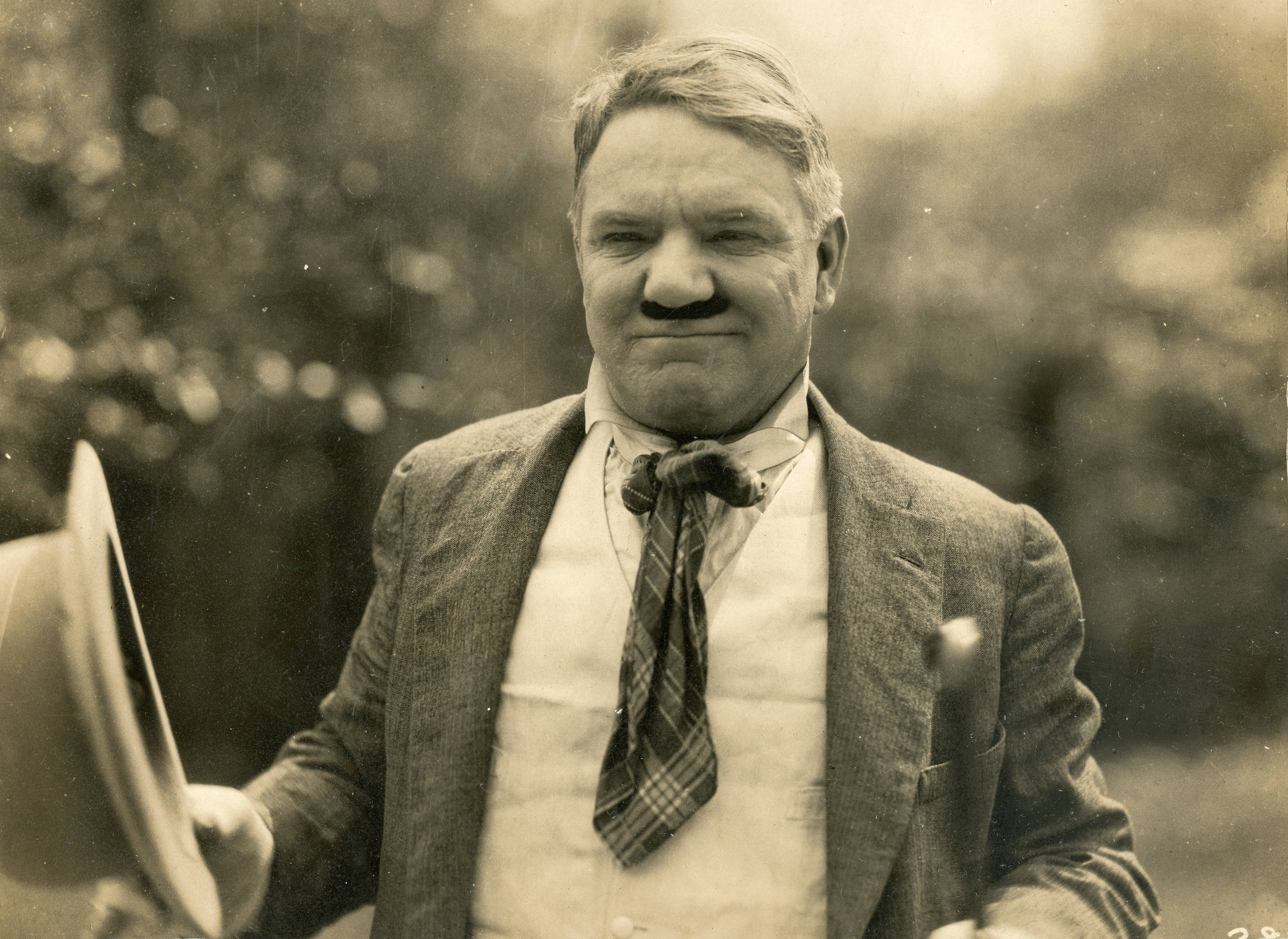
W. C. Fields.

- W. C. Fields : Professeur Eustace McGargle
- Alfred Lunt : Peyton Lennox
- Erville Alderson : Juge Henry L. Foster
- Effie Shannon : Mrs. Foster
- Charles Hammond : Lennox, Sr.
- Roy Applegate : le détective
- Florence Fair : Miss Vinton
- Marie Shotwell
- Glenn Anders : Leon, l'acrobate
- Harrison Ford (non crédité)[1]
- James Kirkwood Sr. (non crédité)[1]